# 中東山
中東山（なかひがしやま）は、徳島県那賀郡那賀町と高知県香美市の境界にある山である。標高1,684.6m。

## 地理
徳島県の旧木頭村と高知県の旧物部村の境にあり、高ノ瀬と石立山のほぼ中間に位置。
「木頭村誌」にも山名の記載はなく、昭和40年代の地形図に初めて山名が明記された。高ノ瀬峡の支流である治平谷の源流となっている。剣山国定公園に属する。